# 黄惠群
黄惠群（1930年—），女，浙江杭州人，原中国中央电视台台长。

## 生平
1937年抗日战争全面爆发，七岁的黄惠群随父母逃难来到四川重庆。1944年，黄惠群考入四川巴县青木关的国立社会教育学院附属中学念初中。抗日战争胜利后，国立社会教育学院附属中学迁至江苏丹阳，黄惠群初中毕业升入高中。1949年5月，黄惠群参军，先后入华东军政大学、中国人民解放军第三野战军政治部俄文专科学校、上海俄语专科学校学俄语。毕业后被分配至北京的中央广播事业局担任翻译。1959年8月调到北京广播学院外语系，历任秘书、组长、副系主任等职务，还曾被调到中国驻阿尔巴尼亚大使馆担任翻译。
1984年6月，黄惠群调任中央广播电视局干部司副司长。1985年7月，调任中国中央电视台副台长。1988年至1991年任台长。自1984年中央电视台设总编辑职位后，一般均由台长兼任总编辑，但黄惠群未兼任总编辑。另外，黄惠群直至卸任台长时，一直都是司局级干部，未提升。1992年1月后，黄惠群任中央电视台梅地亚中心董事长、中塔有限责任公司总经理。她还曾兼任中国广播电视学会副会长、中华全国妇女联合会委员、中国残疾人福利基金会理事等职务。